# Elassoctenus harpax
Elassoctenus harpax är en spindelart som beskrevs av Simon 1909. Elassoctenus harpax ingår i släktet Elassoctenus och familjen taggfotsspindlar.
Artens utbredningsområde är Western Australia. Inga underarter finns listade i Catalogue of Life.